# 廣澤尊王
廣澤尊王，又稱保安廣澤尊王、郭聖王、翘腳仔神、聖王公、相王公、錢太保，本名郭忠福，是中國民間信仰中的一位神明，具有翘右腿、垂左腿的獨特形象。廣澤尊王生前是五代時期福建安溪，古称崇善里的一位牧童，蜕化成神，之後屢屢顯靈，成為南安當地的鄉土守護神，其信仰更從南安擴及整個閩南，又随著移民遷徙而傳播到台湾、香港和東南亞等地，颇具影響力。清光緒年間編撰的《鳳山寺志略》和《郭山廟志》對廣澤尊王進行了詳細的記載。

## 生平

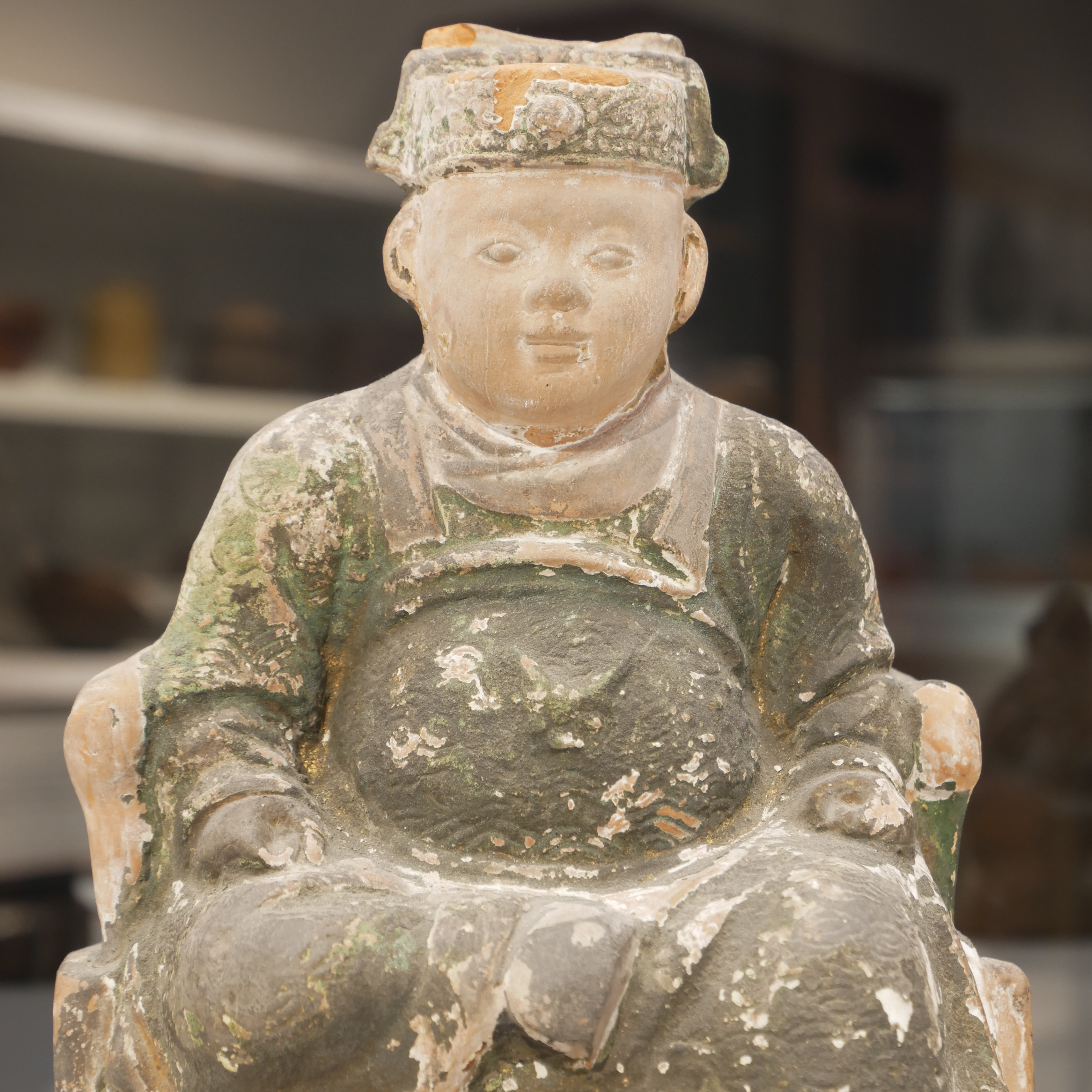
陶製廣澤尊王神像

廣澤尊王本名郭忠福，福建泉州南安人，生于後唐同光年間，誕辰為二月廿二，全家世代居住於郭山脚下。郭忠福從小就十分孝順。他在清溪（今泉州安溪）為楊家放羊，會突然思念雙親，便跑回南安家中侍奉父母。父親去世後，因為家中貧困，没錢買地安葬，所以郭忠福放羊時總是非常傷心。一位堪舆師覺得他很孝順，便向他指出一塊吉地。郭忠福便向楊家老人求告，將父親安葬在那裡，之後就回到老家，專心侍奉母親。
又有民間傳說，郭忠福父親早逝後，母親在楊家當佣人，郭忠福則為楊家放羊。楊家請堪舆師（一說名為崔芸）來選擇墓地位置，卻不小心怠慢了堪舆師。而郭忠福母親對待堪舆師十分恭敬，於是堪舆師問她，丈夫是否已經安葬，得知還没有後，又問她，想要後代做“一朝天子”，還是享受“萬代封侯”，母親選擇了後者。堪舆師便告訴她：羊圈底下就是風水絕佳的葬處（羊棚蜈蚣穴），你把丈夫的遺骨碾碎，明天早上給我送早飯時，你趁機把骨灰撒到羊圈裡，然後帶著兒子離開，看到有和尚戴着銅做的斗笠、牛騎著人，就停下來。郭忠福與母親離開楊家後，路遇大雨，看到有僧侶用銅鈸放在頭上擋雨，有牧童躲在牛肚子底下避雨，便選在那裡居住。
到十六歲那年，有天，郭忠福突然帶著葫蘆、手持佛經，登上郭山山頂，坐在古藤樹上，玩伴抬頭看郭忠福雙腳盤坐、面色通紅，向前問郭忠福：「你面有難色且面色通紅，一切安好？」郭忠福則令玩伴快快去通知其母，郭母趕來時，伸手拉他的左腿，因此後來塑像的人們都將他的形象塑造為右腿盤起、左腿下垂的樣子。
聖誕千秋在農曆二月廿二日、得道紀念日在農曆八月廿二日。

## 顯靈和敕封
郭忠福蛻化升天後，便時常在夢中顯靈，於是鄉人就在郭山上為他建立了將軍祠。
宋代建炎四年，有湯姓土匪率眾四處劫掠，逼近鄉里。一天下大雨，河水上漲，郭將軍顯靈，身穿白衣、騎白馬，誘導匪賊渡河，結果許多人溺死，鄉里因此得以保全。紹興年間，有鄉人到行都臨安去，随身携帶著供奉郭將軍的香火。恰逢皇宫失火，郭將軍顯靈，揮動白色的旗幟，將火熄滅。因此，南宋官方對其進行敕封。
宋代時，郭將軍獲敕封三次，有三份敕書留傳，但都在明代倭亂入侵中毁於火災。有準確紀錄的是《宋會要輯稿》中所收錄的，紹興年間，先獲賜廟額“威鎮”，後獲封忠應侯。根据史料和宋代敕封典制，三次敕封後的封号较可能为忠应孚惠广泽侯，而威镇忠应孚惠威武英烈保安广泽尊王很可能是民间的私諡。:12-13
清代，廣澤尊王開始更加頻繁地顯靈。咸豐三年，廈門、同安等地有小刀會起事，波及南安，當地官紳受廣澤尊王託夢傳授機宜，順利平事。同年，林俊領導紅線會起事，攻入永春州城，這時城北山上忽然出现大量兵士和郭姓軍旗，城内官兵見到後士氣高漲，很快收復城池。同治七年，謝險在永春、德化交界一带準備起事，地方官員始終捉不到人，於是上郭山禱告，很快就將其逮捕。同治九年，廣澤尊王因以上“御災捍患”事例，加封“保安”二字，全稱威鎮忠應孚惠威武英烈保安廣澤尊王。

## 家庭

### 妙應仙妃
據說，郭忠福生前，有一位黄姓女子許嫁给他。郭忠福蛻化升天後，有一天黄姓女子走進郭將軍廟中，忽然仙逝。鄉民於是為她塑像祭祀，後獲封為妙應仙妃。

### 十三太保/十三聖王
十三太保/十三聖王，在台灣的說法是保安廣澤尊王與妙應仙妃的十三個兒子，或是尊王的分身。

#### 神儲說
據傳廣澤尊王與妙應仙妃結婚後，每當夜裡傳出嬰兒哭泣聲，隔天就會看見地上的鋪石如婦人懷胎般的隆起，於是廟祝採石塑像，稱為太保，造形採取廣澤尊王之形貌，在《鳳山寺志略》與《郭山廟志》中均有記載：「鄉人夜間，每聞廟中呱泣聲，比明入視，得泥堆，遂塑像為神之儲，至今凡十三太子，散處崇祀，威鎮廟所奉為長男，自宋己然。」

#### 分身說
泉州南安祖廟的說法則傾向於太保應為廣澤尊王的分靈，如第一個分靈出去的，稱為大太保/大聖王，以此類推至十三太保/十三聖王，分鎮於南安各地。
綜上所述，廣澤尊王十三太保/十三聖王在台灣的信仰非常廣泛，太保基本上等同廣澤尊王，而外型亦與郭聖王如出一轍。

## 侍從
廣澤尊王的部將有崇德尊侯、顯佑尊侯、黄太尉、陳欽差、持劍童子、捧印童子、舍人公。

## 傳播

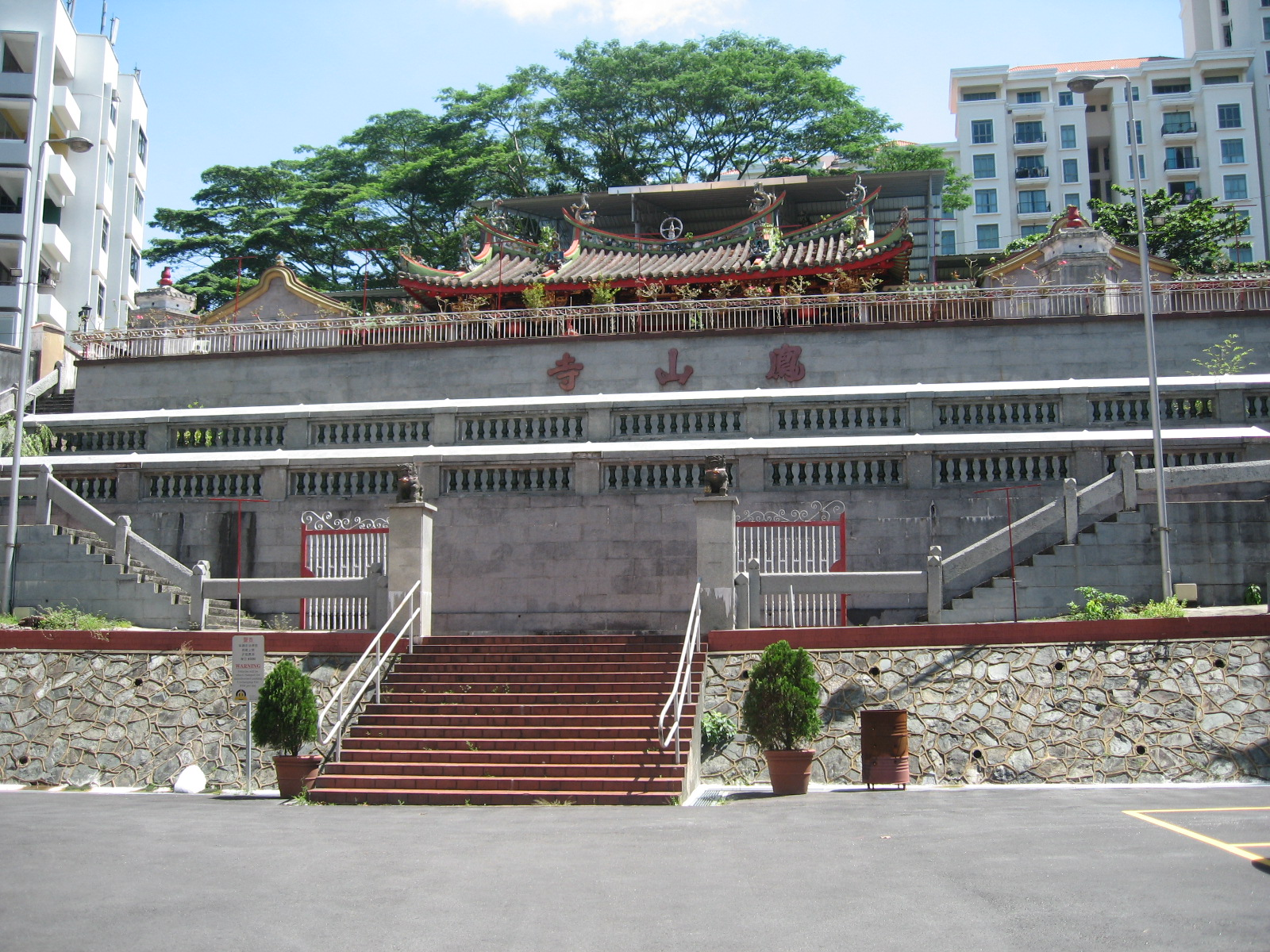
新加坡水廊頭鳳山寺

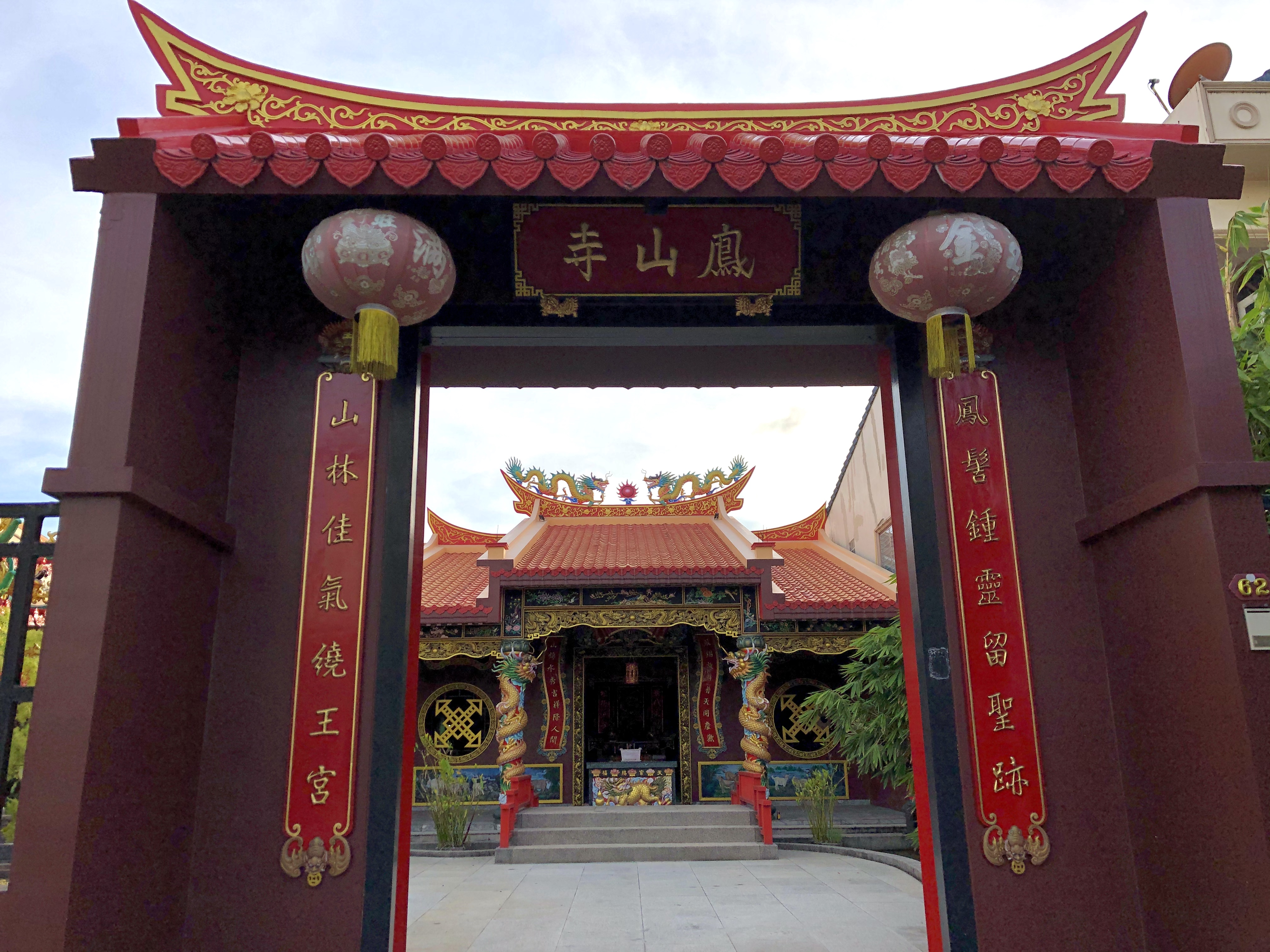
泰國普吉府網寮鳳山寺

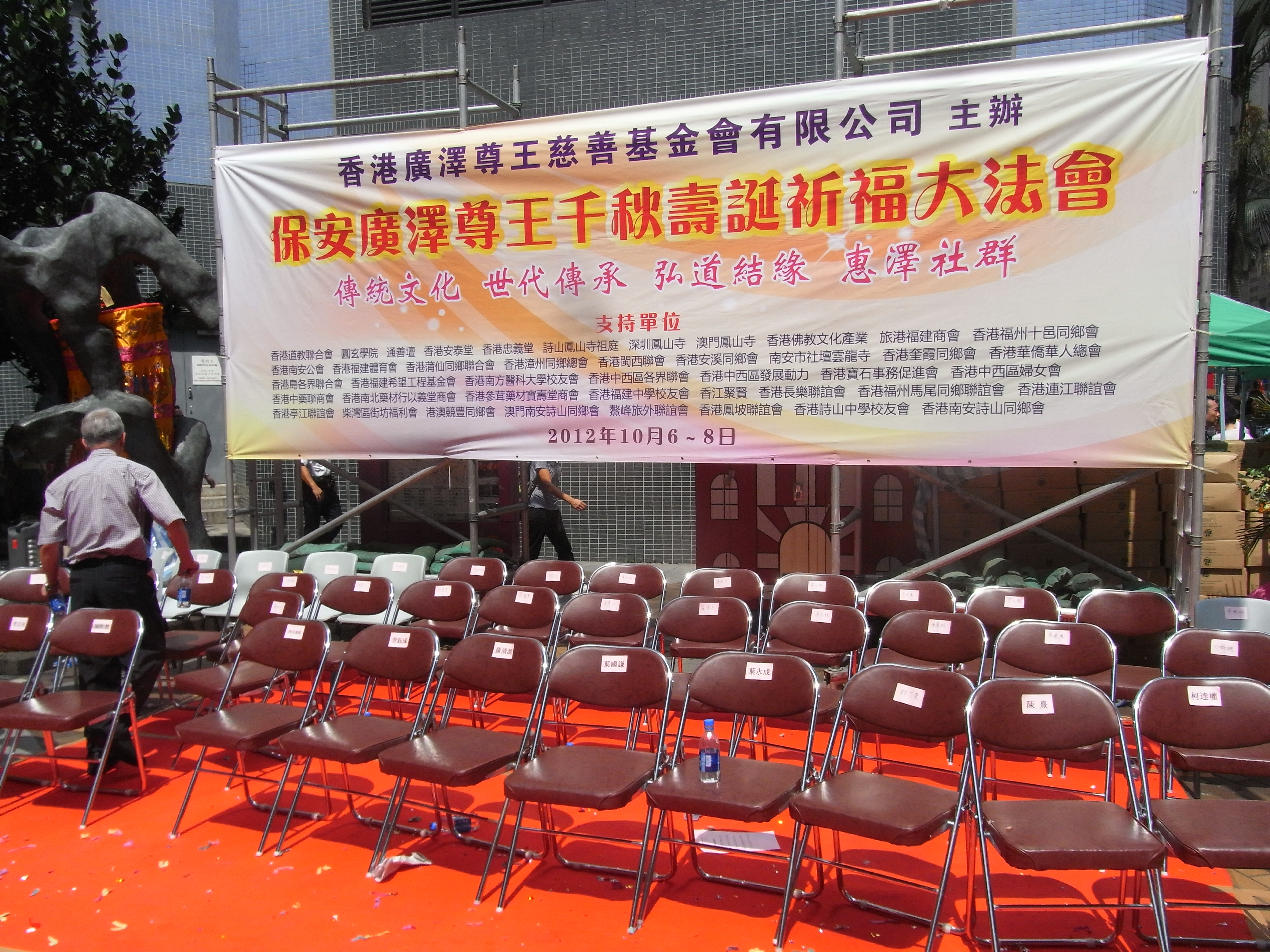
香港廣澤尊王王慈善會在舉辦活動

廣澤尊王信仰始於福建泉州南安。2011年，南安“廣澤尊王信俗”進入福建省第四批省級非物質文化遺產名錄。
清代，由於廣澤尊王在泉州禳除瘟疫和鼠疫，其信仰逐漸擴大到閩南各地。而随著南安及閩南各地移民旅居海外，廣澤尊王信仰也随之風行，台灣、新加坡、砂拉越、馬來西亞、印度尼西亞、菲律賓、泰國、越南、緬甸、美國、荷蘭、加拿大、澳大利亞等地都有供奉广泽尊王的庙宇。
台灣閩南移民眾多，廣澤尊王信仰相當興盛，尤其集中在泉州籍移民較多的地區，知名廟宇如詩山鳳山寺屏東萬巒保王府、臺南五條港南勢街西羅殿、臺南六合境柱仔行全臺開基永華宮、鹿港德興街鳳山寺、高雄蚵仔寮通安宮、雲林土庫鳳山寺等，其中台南市为全台广泽尊王信仰最密集的地区。:28-29新加坡凤山寺始建于道光丙申年（1836年），1907年迁至现址，为新加坡国家纪念古迹保留建筑物，其规制完全模仿南安诗山凤山寺。香港北角的開元禪寺供奉廣澤尊王，每年農曆二月廿二舉辦神誕活動，並以“廣澤尊王誕”之名入選首份香港非物質文化遺產清單。
廣澤尊王信仰在移民社會中起到了團結社會網絡和連結海内外華人社區的作用。廣澤尊王廟不僅是宗教場所，也是福利中心，為泉州南安移民和其他華人群體提供經濟援助、喪葬費用、醫療甚至教育服務。中國大陸與海外華人社區通過廣澤尊王信仰網絡進行跨地區的交流，在謁祖進香的同時，知識、財富等資源也一同流動，移民和故土之間的感情由此得以維系。如新加坡水廊頭鳳山寺曾是當地南安裔華人唯一的公共機關，行使著會館的作用；在第二次世界大戰中，則成為當地南安裔華人“抗日愛國”募捐活動的基地。

## 廟宇
茲舉下列具地方歷史性質、主祀廣澤尊王之廟宇：

#### 中國
- 福建省泉州南安市詩山鳳山寺
- 福建省泉州南安市詩山龍山宮（相傳為廣澤尊王故居）
- 福建省泉州安溪縣金谷鎮護陵廟
- 福建省泉州安溪縣金谷鎮威鎮廟

#### 香港
- 香港北角開元禪寺

#### 台灣
- 臺北市內湖區鳳山殿
- 臺北市大同區北門口保正殿
- 新北市烏來區保慶宮
- 新北市三重區保尊宮
- 新北市板橋區江子翠鳳山寺
- 新北市土城區大安寮保安宮
- 新北市三峽區安坑保安宮
- 桃園市大溪區大溪鳳山寺廣澤宮
- 桃園市桃園區鎮撫宮
- 桃園市桃園區鴻撫宮
- 新竹市香山區指澤宮
- 新竹縣竹北市新社保安宮
- 臺中市大安區大安保安廣安宮
- 彰化縣鹿港鎮鳳山寺
- 彰化縣二林鎮萬興保安宮
- 雲林縣土庫鎮鳳山寺
- 嘉義縣大林鎮湖底廣澤尊王廟
- 嘉義縣溪口鄉廣澤宮
- 嘉義縣番路鄉三寶門保安府
- 台南市永康區保聖殿
- 臺南市中西區南勢街西羅殿
- 臺南市中西區六合境柱仔行全臺開基永華宮
- 臺南市安平區威鎮堂
- 臺南市善化區六分寮西羅殿一明堂
- 臺南市安南區什二佃玉旨保興宮
- 臺南市西港區大塭寮保安宮
- 高雄市阿蓮區宗聖堂
- 高雄市梓官區梓官蚵仔寮七房龍聖宮
- 高雄市梓官區梓官蚵仔寮通安宮
- 高雄市旗津區七柱鳳山寺
- 高雄市大寮鳳山寺聖王堂
- 屏東縣萬巒鄉詩山鳳山寺保王府
- 屏東縣里港鄉阿里港鳳凰廟
- 屏東縣萬丹鄉加興村鳳山寺
- 屏東縣潮州鎮潮州玉敕尊王宮
- 屏東縣小琉球鄉小琉球幸山寺
- 宜蘭縣頭城鎮鳳山廟
- 宜蘭縣員山鄉廣興堂
- 宜蘭縣宜蘭市北門口同興廟
- 宜蘭縣冬山鄉補城廣聖宮

#### 泰國
- 普吉府網寮鳳山寺
- 董里府鳳山寺
- 董里府南富鳳山寺

#### 新加坡
- 中區里峇峇利水廊頭鳳山寺
- 樟宜鳳山寺
- 裕廊鳳山寺
- 德惠鳳山壇

#### 马来西亚
全马总共有122间奉祀广泽尊王为主神的庙宇。
- 槟城麒麟嶺凤山寺
- 吉打武安宮-廣澤尊王
- 吉隆坡甲洞天灵宫
- 槟城峇东凤山寺灵应堂
- 吉隆坡增江北区凤山寺
- 吉隆坡增江龙山宫
- 马六甲干冬凤山宫
- 槟城湾岛尾凤山寺
- 雪兰莪八打灵再也山云宫
- 吉打五通财坛
- 槟城柴埕凤山宫
- 槟城姓郭桥头凤山宫
- 槟城天灵殿
- 槟城净显宫
- 槟城凤武宫
- 槟城清凤坛
- 槟城乔治市明显宫
- 槟城天灵宫
- 槟城高渊凤山寺
- 槟城凤山坛
- 槟城凤山寺龙凤宫
- 槟城北赖才能园凤山寺东旺宫
- 槟城北海甘榜孟加里凤山殿
- 雪兰莪加影凤山寺
- 霹雳安顺福顺宫
- 雪兰莪适耕庄广泽尊王坛
- 砂拉越古晋花香街凤山寺
- 雪兰莪巴生直落玻璃凤山寺公会
- 森美兰波德申芦骨凤山寺
- 槟城大路后龙凤宫
- 雪兰莪巴生加埔路二支凤山寺
- 雪兰莪巴生港口凤山寺
- 槟城大山脚山脚镇进达园龙凤宮
- 槟城跑马园凤凰宫
- 柔佛凤山寺圣法堂

#### 越南
- 西貢鳳山寺

#### 印尼
- 民礼 镇元寺
- 大觉 保德宮
- 梭羅 保安宮
- 巨港 鳳山寺
- 泗水 鳳山古地廟
- 拉森 保安廟

## 备注
1. ↑  杨浚, ,   [2018-10-26], （原始内容存档于2020-09-16）, 八閩通志云……紹興間賜今額，累封廣澤孚惠忠應侯。閩書云……其後累加威鎮忠應孚惠廣澤八字。宋代敕封典制[11]，每次只增加两字在后，《八闽通志》所记顺序不合，《闽书》误加庙额“威镇”于爵号上。
2. ↑  清光緒丁酉秋刊《郭山廟志》版藏詩山書院記載：考王之分廟始於龍山宮及安溪威鎮廟：一為發祥建，一為瞻塋建。關係非輕，故詳著於廟宇。其餘諸廟雖非若二廟之重，然香火所萃，即靈應所證，不可無以紀之。因就所聞，謹錄如左：一在本邑十一都巨門鄉鰲峰宮距郭廟三里許；一在本邑十一都溪頭鄉溪頭宮距郭廟三里許；一在本邑十一都殿坂鄉景福社距郭廟三里許；一在本邑十一都大廷鄉壽山宮距郭廟八里許；一在本邑十一都宮下鄉澳頭宮距郭廟十里許；一在本邑十一都溪東鄉溪東宮距郭廟八里許；一在本邑十二都山兜鄉銘鏡堂距郭廟六里許；一在本邑十二都坑柄鄉坑柄宮距郭廟四里許；一在本邑十二都羅埔鄉駐龍宮距郭廟九里許；一在本邑十二都古宅鄉行祠宮距郭廟十里許；一在本邑十三都仙境鄉永安堂距郭廟七里許；以上諸廟與龍山宮、河內廟世所稱為十三行祠也。